# ألبريغو إيفاني
ألبريجو إيفاني (بالإيطالية: Alberigo Evani) (ماسا، 1 يناير 1963)، لاعب كرة قدم إيطالي كان أحد أفراد منتخب إيطاليا لكرة القدم الفائز بالمركز الثاني في بطولة كأس العالم لكرة القدم 1994.
بدأ ألبريجو إيفاني مسيرته مع نادي إيه سي ميلان في موسم 1980/1981 حيث لعب في 296 مباراة سجل خلالها 14 هدفا، وانتقل في عام 1993 إلى نادي سمبدوريا وقضى أربعة مواسم لعب فيها 96 مباراة وسجل هدفين فقط، وفي عام 1997 انتقل إلى نادي ليفورنو ولعب فقط سبعة مبارايات قبل أن ينتقل إلى نادي يرجينا في عام 1998 و يستمر معهم باللعب إلى 2007. لعب ألبريجو مع المنتخب الإيطالي 15 مباراة دولية.

## مسيرته الكروية
لعب ألبريغو إيفاني خلال مسيرته الاحترافية مع ناديين في ستة عشر موسمًا وسجل خلالها 16 هدفًا ضمن 379 مباراة. حيث فاز في موسم واحد بالكأس وفي ثلاثة مواسم بالدوري.
خاض ألبريغو إيفاني مسيرته مع نادي إيه سي ميلان في موسم 1980–81 ليلعب معه ثلاثة عشر موسمًا، مشاركًا في 296 مباراة سجل خلالها 14 هدفًا. ثم انتقل إلى نادي سامبدوريا في موسم 1993–94 واستمر معه طيلة ثلاثة مواسم، حيث شارك في 83 مباراة سجل خلالها هدفين.

## روابط خارجية
- ألبريغو إيفاني على موقع الاتحاد الدولي (مؤرشف)  (الإنجليزية)
- ألبريغو إيفاني على موقع الاتحاد الأوربي (الإنجليزية)
- ألبريغو إيفاني على موقع قاعدة بيانات كرة القدم.إي يو (الإنجليزية)
- ألبريغو إيفاني على موقع ناشيونال فوتبول تيمز (الإنجليزية)
- ألبريغو إيفاني على موقع عالم كرة القدم.نت (الإنجليزية)
- ألبريغو إيفاني على موقع كووورة
- ألبريغو إيفاني على موقع أوليمبيديا (الإنجليزية)